# Байано (футболист, 1978)
Дермива́л Алме́йда Ли́ма (порт. Dermival Almeida Lima; род. 28 июня 1978, Капин-Гроссу, Баия), более известный как Байано — бразильский футбольный защитник и тренер. Участник Олимпийских игр в Сиднее (4 матча).
C 2019 года на тренерской работе: тренировал «Табоан-да-Серра», «Паулисту»и молодёжную команду «Атлетико Минейро». С марта 2022 года ассистент тренера команды 15-летних «Ред Булл Брагантино».
Женат, двое детей.

## Достижения
- Турнир Рио-Сан-Паулу: 1997
- Кубок КОНМЕБОЛ: 1998